# Исчезнувшие населённые пункты Ульяновской области
Исчезнувшие населённые пункты Ульяновской области — перечень прекративших существование населённых пунктов на территории современной Ульяновской области России.
В силу разных причин они были покинуты жителями, или включены в состав других населённых пунктов.

### 2002
- 10 декабря 2002 года были упразднены[1]:

— посёлок Дом инвалидов Краснососенского сельсовета Базарносызганского района;
— посёлок Шишка рабочего посёлка Базарный Сызган Базарносызганского района;
— деревня Владимировка Земляничненского сельсовета Барышского района;
— деревня Голицино Ляховского сельсовета Барышского района;
— деревня Старая Вителевка Ляховского сельсовета Барышского района;
— хутор Эстонский Ляховского сельсовета Барышского района;
— село Никулино Большеборисовского сельсовета Инзенского района;
— деревня Свияжка Спешнёвского сельсовета Кузоватовского района;
— село Валуевка Уваровского сельсовета Кузоватовского района;
— посёлок Жарки Уваровского сельсовета Кузоватовского района;
— посёлок Сергиевский Чертановского сельсовета Кузоватовского района;
— разъезд Кивач Томыловского сельсовета Кузоватовского района;
— посёлок Чёрный Ключ Еделевского сельсовета Кузоватовского района;
— деревня Аделино Головинского сельсовета Николаевского района;
— посёлок Приовражный Прасковьинского сельсовета Николаевского района;
— деревня Ивановка Телятниковского сельсовета Николаевского района;
— разъезд Саевка Прасковьинского сельсовета Николаевского района;
— деревня Безымянка Аксаковского сельсовета Майнского района;
— деревня Сергиевка Аксаковского сельсовета Майнского района;
— деревня Ратовка Красносельского сельсовета Новоспасского района;
— село Чурино Краснопоселковского сельсовета Новоспасского района;
— деревня Поливановка Самайкинского сельсовета Новоспасского района;
— деревня Обуховка Красносельского сельсовета Новоспасского района;
— деревня Грязный Ключ Карабаевского сельсовета Цильнинского района;
— посёлок Красный Орёл Бряндинского сельсовета Чердаклинского района.